# The Turning Point (1952)
The Turning Point (br.: Tributo de Sangue / pt.: Honra que mata) é um filme policial estadunidense de 1952, dirigido por William Dieterle para a Paramount Pictures. O roteiro é baseado no romance Storm in the City de Horace McCoy. Inspirado nas investigações sobre o crime organizado do Senado norte-americano  (Comissão Kefauver).

## Elenco
| Ator           | Personagem                |
| -------------- | ------------------------- |
| William Holden | Jerry McKibbon            |
| Edmond O'Brien | John Conroy               |
| Alexis Smith   | Amanda Waycross           |
| Tom Tully      | Matt Conroy               |
| Ed Begley      | Neil Eichelberger         |
| Danny Dayton   | Roy Ackerman              |
| Adele Longmire | Carmelina LaRue           |
| Ray Teal       | Clint, capitão da Polícia |
| Ted de Corsia  | Harrigan                  |
| Don Porter     | Joe Silbray               |
| Howard Freeman | Fogel                     |
| Neville Brand  | Ruivo                     |

## Sinopse
John Conroy, um procurador judiciário idealista, organizou uma comissão para investigar um sindicato do crime que alicia policiais corruptos de Los Angeles, chefiado pelos inescrupulosos Neil Eichelberger e seu braço-direito, Roy Ackerman. John é auxiliado pelo jornalista Jerry McKibbon, que descobre que o próprio pai do procurador, Matt Conroy, é um policial corrompido pelos criminosos. As coisas se complicam ainda mais quando McKibbon se apaixona pela namorada de John, Amanda, e é correspondido. Com a sequência dos crimes, John quer desistir mas McKibbon continua a investigar e põe a própria vida em perigo.

## Produção
Muitas imagens do centro de Los Angeles, de interesse histórico, podem ser vistas nesse filme. O original trem funicular conhecido como Angel's Flight pode ser visto numa cena. O Hotel Belmont também. Outras construções que aparecem são o San Fernando Building no antigo Distrito Bancário e o prédio do Departamento Metropolitano de Águas, na esquina da Terceira com a Broadway.

## Adaptação
The Turning Point foi apresentado pela Broadway Playhouse em 13 de maio de 1953. Com duração de 30 minutos, foi estrelado por Dane Clark 